# Cratere Zhilova
Zhilova è un cratere sulla superficie di Venere. È dedicato all'astronoma russa Marija Vasil'evna Žilova (in russo Мария Васильевна Жилова?).